# Porcia (El Franco)
Porcia (oficialmente y en asturiano: Porcía) es una casería perteneciente a la parroquia de Valdepares, en el concejo de El Franco, comarca de Eo-Navia, Principado de Asturias, España.